# Ester Higueras
Ester Higueras García (Madrid, 1963) es una arquitecta urbanista e investigadora española especializada en arquitectura bioclimática, ciudad y entornos construidos saludables.

## Trayectoria
Ester Higueras estudió arquitectura y urbanismo en la Escuela Técnica Superior de Arquitectura de Madrid (ETSAM) obtuvo su título de arquitecta y urbanista en 1988. Continuó sus estudios de postgrado e investigación sobre los espacios urbanos construidos con criterios bioclimáticos finalizando su doctorado en 1997, con la lectura de su tesis Urbanismo bioclimático. Es profesora titular de la UPM, en el Departamento de Urbanística y Ordenación del Territorio desde 2001. Además es profesora en varios Másters, como el Máster Universitario de Planeamiento Urbano y Territorial o el de Medio Ambiente y Arquitectura Bioclimática. Desde el 19 de marzo de 2025 es Catedrática de la Universidad Politécnica de Madrid.
La doctora Higueras colabora en varios grupos de investigación con los que desarrolla su trabajo como investigadora del entorno construido bioclimático y saludable. Es coordinadora de urbanismo del grupo de Arquitectura Bioclimática en un entorno sostenible (ABIO) entre otros. Es la directora del grupo de innovación educativaURBAN NET-WORKING WORKSHOPS desde 2014.
Desde 1997 ha desarrollado varios trabajos basados en aspectos bioclimáticos desde el enfoque en el microclima local y en el bienestar térmico de las personas. En este sentido, la dra. Higueras realizó proyectos para ordenanzas municipales ambientales, planes de regeneración urbana para espacios públicos, proyectos para infraestructuras urbanas sostenibles, verdes y azules. Participa en actividades formativas, divulgativas y conferencias en las que expone sus temas de investigación principales, cuyo objetivo es conseguir espacios más saludables en las ciudades consolidadas, con metodologías bioclimáticas y ambientales de planificación y diseño urbano.
Actualmente centra sus investigaciones en salud y ciudad; para determinar la influencia del ambiente en la salud de las personas, y además desarrollar medidas preventivas que mejoren las condiciones del entorno urbano. La dra. Higueras es directora de dos proyectos europeos ganados en convocatoria competitiva ante la Unión Europea; en 2019 UNI-Health, y  en 2020, URB HealtS, ambos enfocados en la salud del ambiente urbano. EIT Health. En 2021 colaboró con la Universidad de Copenhague y la de Coimbra en la edición de un curso masivo on line (MOOC) sobre "Urbanization and health".
Ester Higueras es autora de publicaciones en las que se exponen los proyectos de investigación que desarrolla. Además es autora de artículos de investigación, comunicaciones y conferencias publicados en diversos medios, académicos y de divulgación.

## Publicaciones seleccionadas

### Tesis
- 1997 Urbanismo bioclimático, manual de diseño de nuevos asentamientos urbanos para la Comunidad de Madrid, Director de la Tesis: Francisco Javier Neila González[9]

### Libros
- 1999 El impacto ambiental y la planificación. Editor: Instituto Juan de Herrera, ISBN: 84-89977-76-3[10]
- 2001 Urbanismo y medio ambiente: la ciudad, el microclima urbano y el bienestar. Editor: Instituto Juan de Herrera, ISBN: 84-95365-83-9[11]
- 2006 Urbanismo bioclimático. Editor: Gustavo Gili, Barcelona, ISBN: 84-252-2071-8[12]
- 2012 La agenda local 21, Editor: Instituto Juan de Herrera, ISBN: 978-84-9728-422-6[13]
- 2009 Buenas Prácticas en Arquitectura y Urbanismo para Madrid. Criterios bioclimáticos de eficiencia energética. Dirección del equipo redactor: Ester Higueras. Con la colaboración de : Javier Neila, Margarita Luxán, Emilia Román, Manuel Rodriguez, Julio Pozueta, Mar Barbero, Carlos Expósito, Susana Diaz-Palacios, Edita Ayuntamiento de Madrid
- 2009 El reto de la ciudad habitable y sostenible. Ester Higueras. Editorial DAPP
- 2022 "Urban Design and Planning for Age-Friendly Environments Across Europe: North and South.Developing Healthy and Therapeutic Living Spaces for Local Contexts" SPRINGER. Editors: Elisa Pozo Menéndez, Ester Higueras García (2022)

Libros electrónicos
- 2022 "Guia para Planificar Ciudades Saludables". Fariña-Higueras-Román Pozo. Ministerio de Sanidad, FEMP. Madrid. ISBN: 978-84-09-41404-8. Depósito legal: M-15083-2022. NIPO: 133-22-093-7, chrome-extension://efaidnbmnnnibpcajpcglclefindmkaj/https://www.sanidad.gob.es/profesionales/saludPublica/prevPromocion/Estrategia/docs/Guia_Planificar_Ciudades_Saludables.pdf
- 2022, "Bioclimatic Characterisation Methodology of a City: The Case of Málaga, Spain" Emilia Román López y Ester Higueras García and Francisco Javier Neila González. In Urban Sustainability and Energy Management of Cities for Improved Health and Well-Being Copyright: © 2022 |Pages: 31, DOI: 10.4018/978-1-6684-4030-8.ch001
- 2021 Guidelines for Healthier Public Spaces for the Elderly Population: Recommendations in the Spanish Context. Higueras, Ester; Román, Emilia; Fariña, José. En Handbook of Quality of Life and Sustainability. Martinez, Javier, Mikkelsen, Claudia Andrea, Phillips, Rhonda (Eds.)* 2020  Sostenibilidad, urbanismo y salud caso de estudio en Alcorcón, Madrid. Higueras García, Ester y otros. Instituto Juan de Herrera, Madrid. ISBN 978-84-9728-588-9.
- 2018  Heritage Urbanism and Landscape with the Sense and Limitations of the “Place” . Higueras, Ester. En Obad Šćitaroci M., Bojanić Obad Šćitaroci B., Mrđa A. (eds) Cultural Urban Heritage. The Urban Book Series. Springer, Cham. pp. 303-325